# Ekološka katastrofa na Odri (2022)
Poleti 2022 je prišlo do velikega pogina rib v reki Odri, ki teče skozi Poljsko v Nemčijo, nato pa se izliva v Baltsko morje. Odstranjenih je bilo več kot 10 ton mrtvih rib, kar je povzročilo zaskrbljenost o zastrupljenosti vode. Natančen vzrok pogina sprva ni bil jasen, teorije pa so vključevale učinke poletne vročine, nižje vodne gladine in pomanjkanja kisika ter onesnaženje s kemikalijami, vključno z živim srebrom, mesitilenom, drugimi solmi ter odplakami.
Poljske oblasti so se odzvale počasi, kar je povzročilo škandal in  odstavitev uradnikov, odgovornih za upravljanje voda in varstvo okolja. Za informacije o krivcih so razpisali nagrado v višini milijon zlotov.

## Odkritje
Ribiči okoli Oławe so o poginih rib poročali že marca 2022. Veliki pogini so se nato konec julija spet pričeli. 11. avgusta 2022 so prostovoljci in ribiči odstranili najmanj 10 ton mrtvih rib na 200 kilometerskem odseku reke severno od Oławe. Pogin so odkrili lokalni ribiči in ne pristojni regulativni organi. Poginilo je tudi nekaj bobrov in ptičev. 

## Vzrok
Že zgodaj so domnevali, da je vzrok za katastrofo zastrupitev z neznano strupeno snovjo. Vzorci vode z 28. julija so pokazali veliko verjetnost onesnaženja z mesitilenom, čeprav je poljska vlada trdila, da ga v vzorcih, odvzetih po 1. avgustu, ni bilo.
Nemški laboratorij za testiranje je odkril sledi živega srebra, vendar je poljska vlada poročala, da so njihovi testi ugotovili, da zastrupitev z živim srebrom ni bila vzrok za pogin. Po mnenju brandenburškega ministra za okolje Axela Vogla je to lahko posledica velike količine soli v vodi in ne živega srebra. Podatki, pridobljeni s samodejnim spremljanjem vode v Frankfurtu na Odri (več kot 100 km dolvodno), so pokazali nenormalen porast električne prevodnosti vode, kar je skladno z zaključkom, da je od 7. avgusta do mesta prišlo ogromno soli.

## Posledice
Rečni ekosistem je bil močno poškodovan. Znanstveniki so zaskrbljeni, saj je škoda v primeru zastrupitve z živim srebrom dolgotrajna. Možne so tudi resne posledice za zdravje ljudi.

## Odzivi
Poljski premier Mateusz Morawiecki je bil pod pritiskom, naj ukrepa, zaradi česar je odpustil več najvišjih vladnih uradnikov. Tovrstno ukrepanje je povzročilo notranje razprtije v vladajoči stranki Zakon in pravičnost.
Lokalni prebivalci so se negativno odzvali na vladne ukrepe in ker se je državna televizija izogibala poročanju o tej temi, so se začele vsesplošne obtožbe o vladnem prikrivanju. Kritike so padle tudi na lokalno policijo. 
Poljska vlada je sporočila, da bodo storilci strogo kaznovani, pri čemer je krivdo pripisala tudi opozicijskima politikoma Donaldu Tusku in Rafalu Trzaskowskemu ter primerjala situacijo z drugimi prejšnjimi nepovezanimi dogodki v Varšavi in Gdansku, kjer ima oblast opozicijska Državljanska platforma. Namestnik ministra Grzegorz Witkowski je ponovil vladne trditve in okrivil ekologe, češ da je vstop v reko varen.
Nekateri ribiči se bojijo, da se ribe morda ne bodo nikoli vrnile v reko. Steffi Lemke, nemška zvezna ministrica za okolje, ohranjanje narave, jedrsko varnost in varstvo potrošnikov pa je razmere označila za katastrofo in šokantno ekološko katastrofo.